# Poa trachyphylla
Poa trachyphylla là một loài cỏ trong họ hòa thảo, thuộc chi poa.